# Laurent Mignard

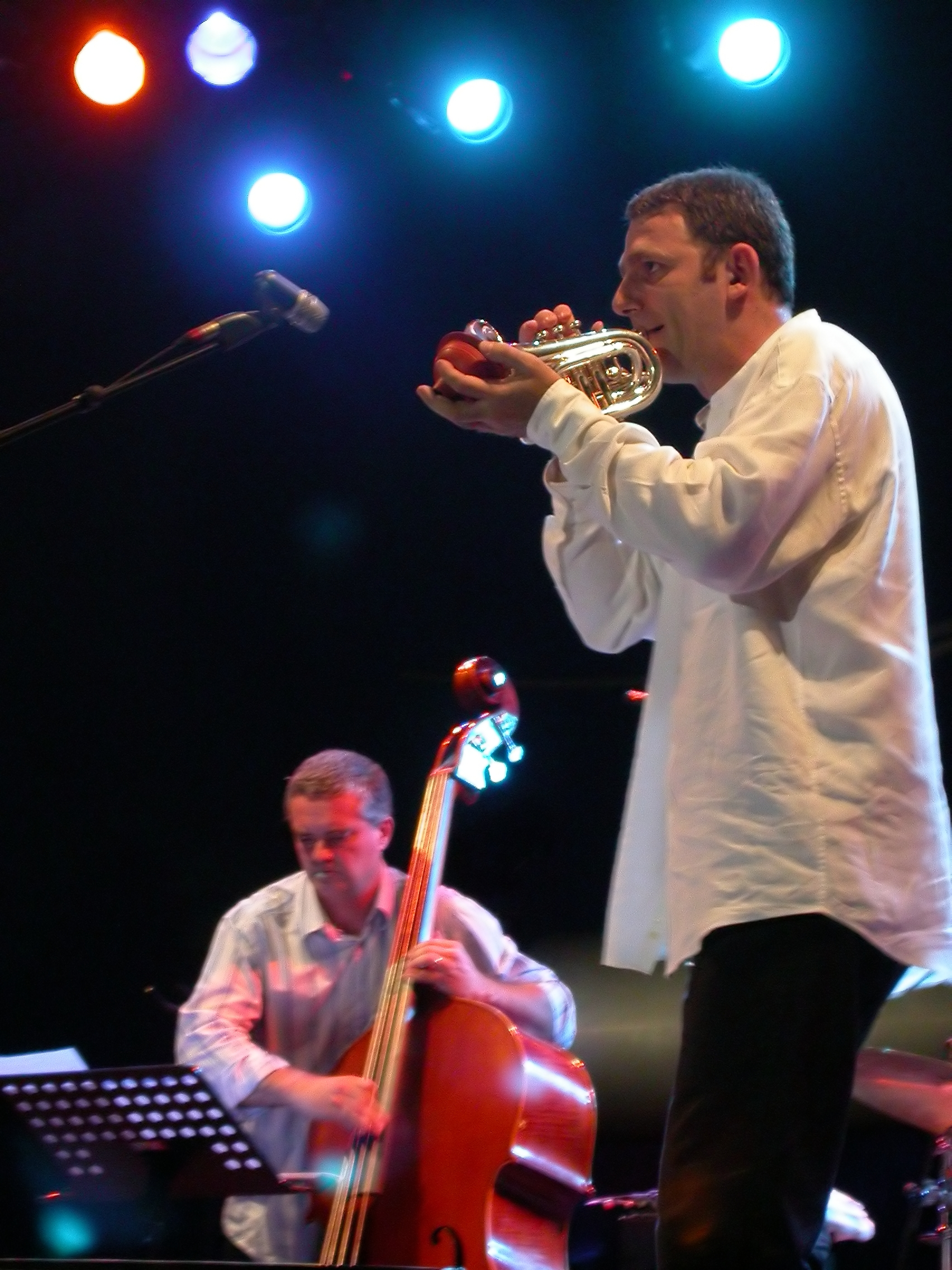
Laurent Mignard (2005 bei Jazz à Juan)

Laurent Mignard (* 12. Juni 1965 in Bellot (Seine-et-Marne)) ist ein französischer Jazzmusiker (Trompete, Komposition) und Bigband-Leiter.

## Leben und Wirken
Mignard erhielt zunächst eine dörfliche Musikausbildung, besuchte das Konservatorium und spielte elf Jahre lang Kornett in der lokalen Fanfare sowie Tanzmusik. Während seines Studiums (1985 Master in Marketing-Management an der Université Paris IX Dauphine) entdeckte er den Jazz und spielte zunächst in der traditionellen le Fou Jazz Band. Er nahm Unterricht am CIM, am Institut Art Culture Perception und bei François Théberge, Albert Mangelsdorff, David Liebman sowie François Jeanneau.
1998 legte er sein Debütalbum vor, bei dem er die Klänge eines Jazztrios mit denen von vier Cellisten verschmolz. Er gründete dann sein Pocket Quartet, mit dem er 2002 auf dem Concours de la Défense auftrat und 2005 beim Festival Jazz à Juan den Prix Revélation erhielt. Daneben gründete er 2003 eine Bigband, die sich dem Werk von Duke Ellington widmet. Mit ihr trat er auf zahlreichen, auch internationalen Festivals auf, in Cork ebenso wie in Vienne, Beirut oder in Coutances bei Jazz sous les pommiers. Das erste Album seines Laurent Mignard Duke Orchestra erschien 2009 und wurde mit einem Grand Prix des Hot Club de France ausgezeichnet.
Mignard wurde als Solist von Mico Nissim in dessen Sextett geholt (Ornette - Dolphy, Tribute Consequences, 2009).

## Diskographische Hinweise
- Face à Face (Juste une trace, 1998 mit Olivier Sens, Peter Perfido, Paul Broutin, Chahan Dinanian, Carlos Beyris, Jean Taverne)
- Laurent Mignard Pocket QuartetSuites (Juste une trace 2002)
- Laurent Mignard Duke Orchestra Duke Ellington Is Alive (Juste une trace  2009, mit Didier Desbois, Aurélie Tropez, Nicolas Montier, Christophe Allemand, Philippe Chagne, Franck Delpeut, Franck Guicherd, François Biensan, Richard Blanchet, Jean-Louis Damant, Guy Figlionlos, Guy Arbion, Philippe Milanta, Bruno Rousselet, Julie Saury, Patrick Bacqueville)
- Laurent Mignard Pocket Quartet Good News (Juste une trace, 2011, mit Geoffrey Secco, Eric Jacot, Luc Isenmann)

## Lexikalische Einträge
- Philippe Carles, André Clergeat, Jean-Louis Comolli: Nouvelle dictionnaire du jazz. Paris 2011; ISBN 9782221-115923